# Чон Сан Хён
Чон Сан Хён (кор. 정상현; род. 17 января 1963) — южнокорейская хоккеистка на траве, полевой игрок. Серебряный призёр летних Олимпийских игр 1988 года, чемпион летних Азиатских игр 1986 года, серебряный призёр летних Азиатских игр 1982 года.

## Биография
Чон Сан Хён родилась 17 января 1963 года.
В составе женской сборной Южной Кореи по хоккею на траве завоевала две медали летних Азиатских игр — серебро в 1982 году в Нью-Дели и золото в 1986 году в Сеуле.
В 1988 году вошла в состав женской сборной Южной Кореи по хоккею на траве на летних Олимпийских играх в Сеуле и завоевала серебряную медаль. Играла в поле, провела 5 матчей, забила 2 мяча (по одному в ворота сборных ФРГ и Австралии).